# Полак, Войтех
Войтех Полак (чеш. Vojtěch Polák; род. 27 июня 1985, Остров) — чешский хоккеист, нападающий. Сейчас играет за команду чешской первой лиги «Поруба». Чемпион Чехии 2011 года. Играл за сборную Чехии, всего в её составе провел 4 игры.

## Карьера
Войтех Полак является воспитанником карловарского хоккея. за свою карьеру поменял множество команд в различных лигах. Играл в НХЛ за «Даллас Старз». Также играл в КХЛ за рижское «Динамо», череповецкую «Северсталь», ханты-мансийскую «Югру» и владивостокский «Адмирал». В октябре 2019 года вернулся в родной клуб «Карловы Вары». 14 июня 2021 года перешёл в команду чешской первой лиги «Поруба».

## Достижения
Чемпион Чехии 2011
 Серебряный призёр чемпионата Чехии 2008

## Статистика
Обновлено на конец сезона 2020/2021
Чешская экстралига — 441 игра, 198 очков (93 шайбы + 105 передач)
КХЛ — 117 игр, 46 очков (20+26)
НХЛ — 5 игр
АХЛ — 172 игры, 97 очков (36+61)
Швейцарская национальная лига — 51 игра, 29 очков (13+16)
Чемпионат Финляндии — 110 игр, 71 очко (28+43)
Чемпионат Швеции — 16 игр, 1 очко (0+1)
Чешская первая лига — 7 игр, 3 очка (1+2)
Сборная Чехии — 4 игры
Кубок Шпенглера — 2 игры
Всего за карьеру — 925 игр, 445 очков (191+254)

## Семья
Войтех Полак из хоккейной семьи. Его отец Войтех Полак-старший (10.05.1957 г.р.) играл в хоккей за «Карловы Вары». Младший брат Томаш Полак (22.01.1990 г.р.) с 2007 по 2013 год играл в хоккей на позиции центрального нападающего.